# Ratsfreischulstraße
Die Ratsfreischulstraße ist eine Anliegerstraße in der Leipziger Innenstadt. Sie ist benannt nach der von 1792 bis 1852 hier ansässigen Ratsfreischule, der ersten städtischen schulgeldfreien Volksschule in Leipzig.

## Verlauf
Die Ratsfreischulstraße beginnt an der Burgstraße in westlicher Richtung. Nach reichlichen 30 Metern schwenkt sie nach Nordwesten und behält diese Richtung bis zum Dittrichring. Zuvor kreuzt sie den Übergang vom oberen Martin-Luther-Ring in den oberen Dittrichring. Von dieser Stelle an durch den Promenadenring ist sie bis zum Dittrichring in nordwestlicher Richtung als Einbahnstraße ausgewiesen.

## Geschichte
1792 wurde die Ratsfreischule eröffnet. Sie bezog ehemalige Mannschaftsräume in einem Gebäude in der Nähe der Pleißenburg, die mit der Aufhebung des Festungscharakters der Anlage frei geworden waren. Die an dem Haus vorbei führende Gasse, die sich dann nach Norden wandte und bis zum Thomaskirchhof führte, erhielt 1839 offiziell den Namen Schulgasse und wurde 1876 zur Schulstraße. 1839 wurde das zum Thomaskirchhof führende Teilstück dem Thomasring (heute Dittrichring) zugeschlagen. Wegen der Eingemeindung mehrerer Gemeinden mit Schulstraßen wurde der Name im Jahr 2000 in Ratsfreischulstraße geändert.
1852 zog die Ratsfreischule an den Thomaskirchhof um, und das Schulgebäude wurde 1873 abgerissen. Auf dem Gelände entstand ab 1875 das Haus des Kaufmännischen Vereins. Die Freimaurerloge Minerva zu den drei Palmen erneuerte am Beginn der Straße zur gleichen Zeit ihr Logenhaus, das wegen des Umzugs in das neue Logenhaus gegenüber dem Neuen Rathaus aber nur bis 1905 genutzt und an seiner Stelle das Geschäftshaus Teiche mit der Schauseite zum Burgplatz errichtet wurde. Die gegenüberliegende, nordöstliche Straßenseite wurde 1874/1875 mit mehrstöckigen Mietshäusern bebaut. Dazu gehörte auch das Haus Dittrichring 2 (damals noch Schulstraße 12). 1894 wurde neben dem Straßenstück durch den Promenadenring für die ersten beiden Direktoren der Ratsfreischule das Plato-Dolz-Denkmal errichtet.
Im Zweiten Weltkrieg wurden das Haus Teiche und das Haus des Kaufmännischen Vereins zerstört. Das Haus Teiche wurde 2004 durch das Bauwenshaus mit einer riesigen Glasfläche zur Ratsfreischulstraße ersetzt und das Haus des Kaufmännischen Vereins durch ein Bankgebäude. Die restlichen Häuser der Straße sind saniert und stehen unter Denkmalschutz. Die Nordost-Straßenseite kann als Gastromeile bezeichnet werden. In den fünf Häusern gibt es vier Gaststätten verschiedener Ausrichtung: deutsch (Zur Pleißenburg), japanisch (Sushi-Restaurant Hoshi), italienisch (Pizzeria la Grotta) und griechisch (ALFA Restaurant)

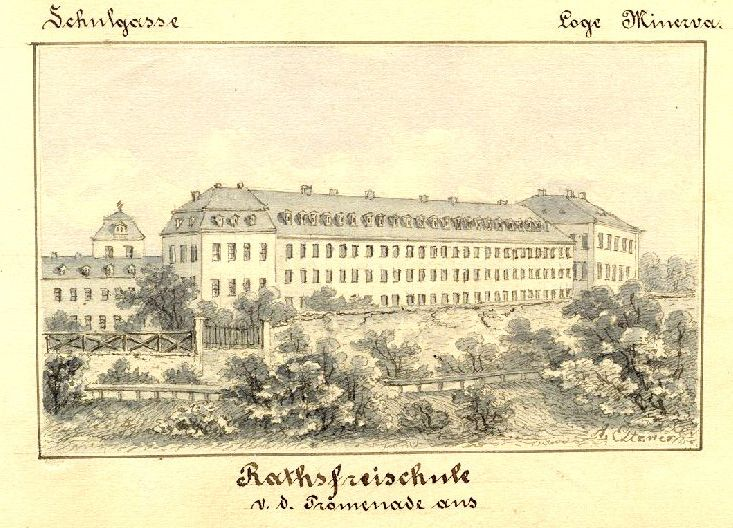
Ehemaliges Gebäude der  Ratsfreischule (1860)
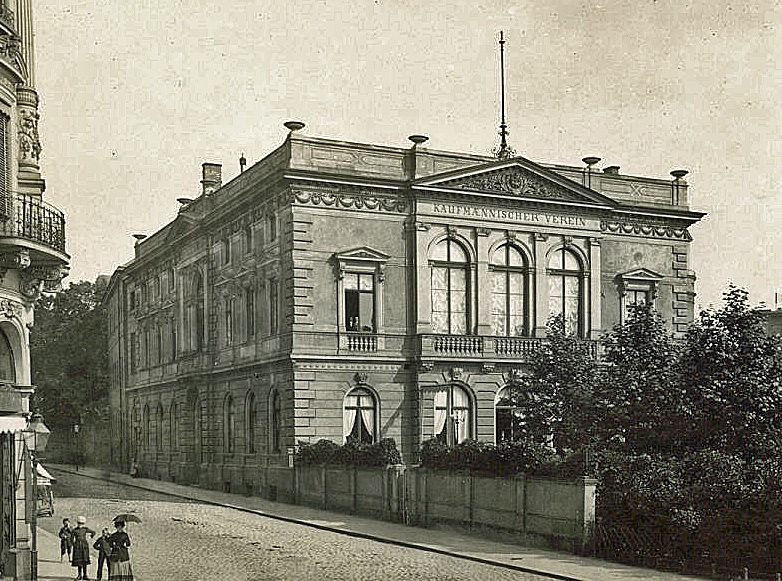
Haus des Kaufmännischen Vereins (um 1900)
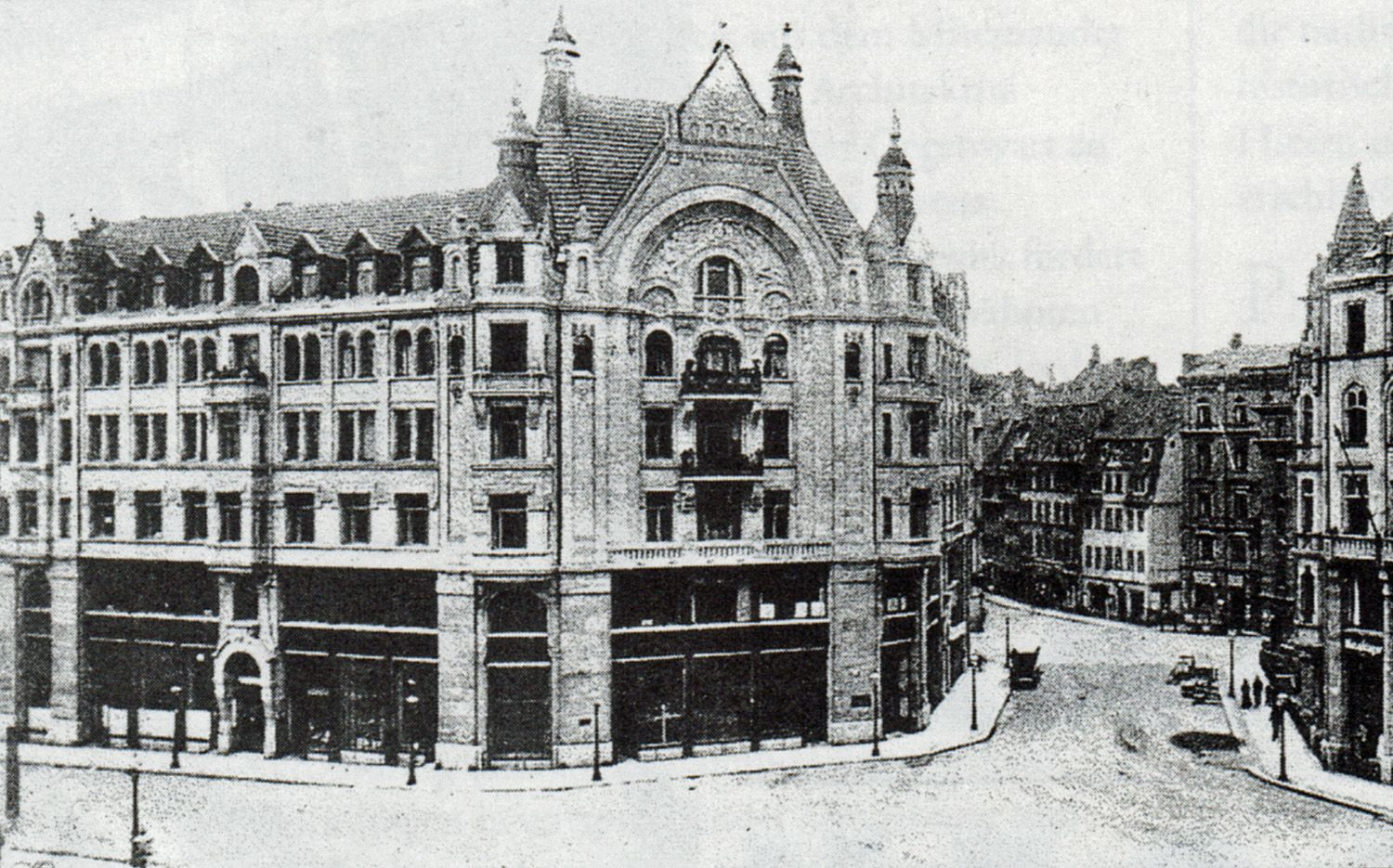
Geschäftshaus Teiche vom Burgplatz aus (um 1910)
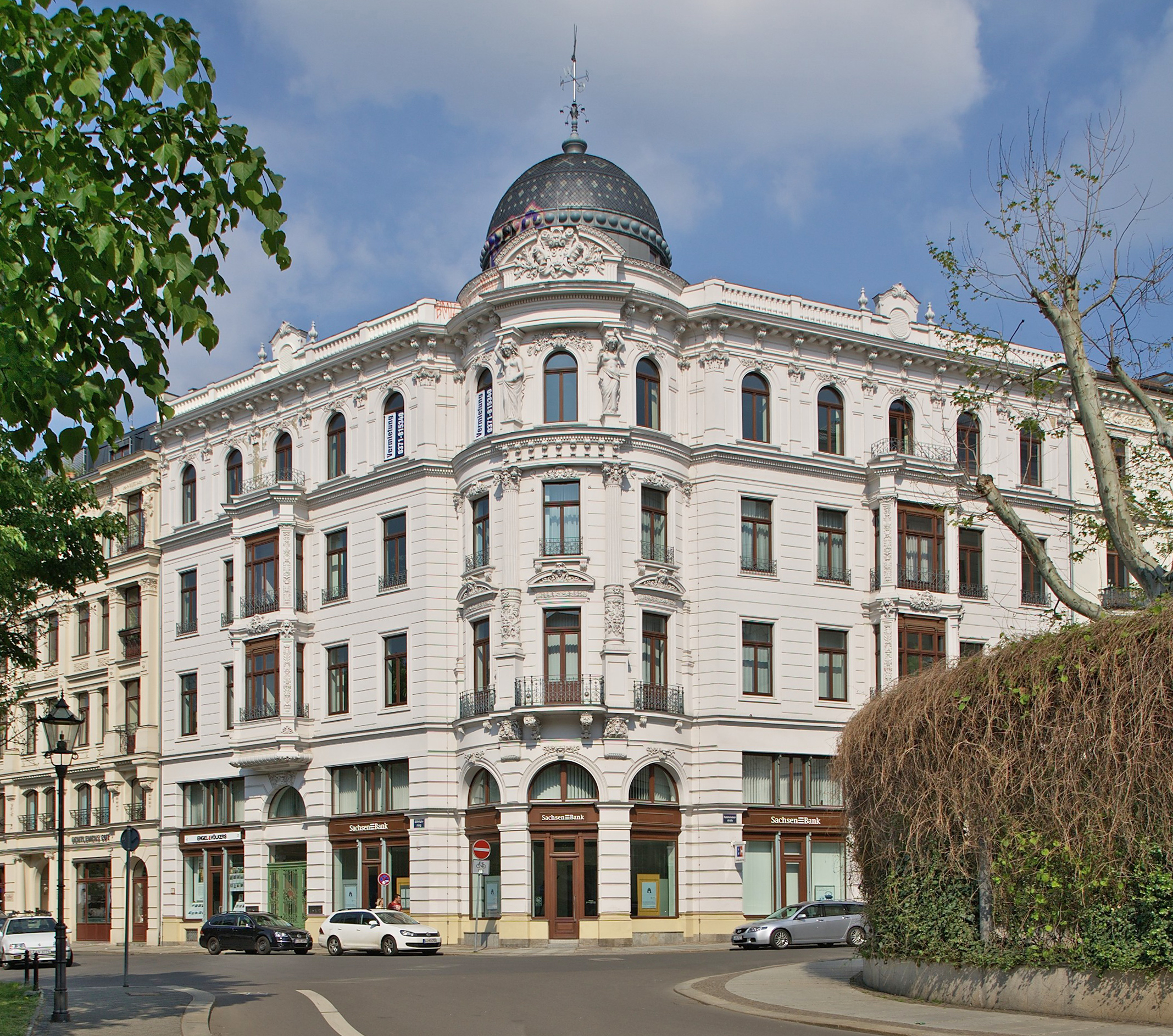
Dittrichring 2, errichtet als Schulstraße 12 (2011)
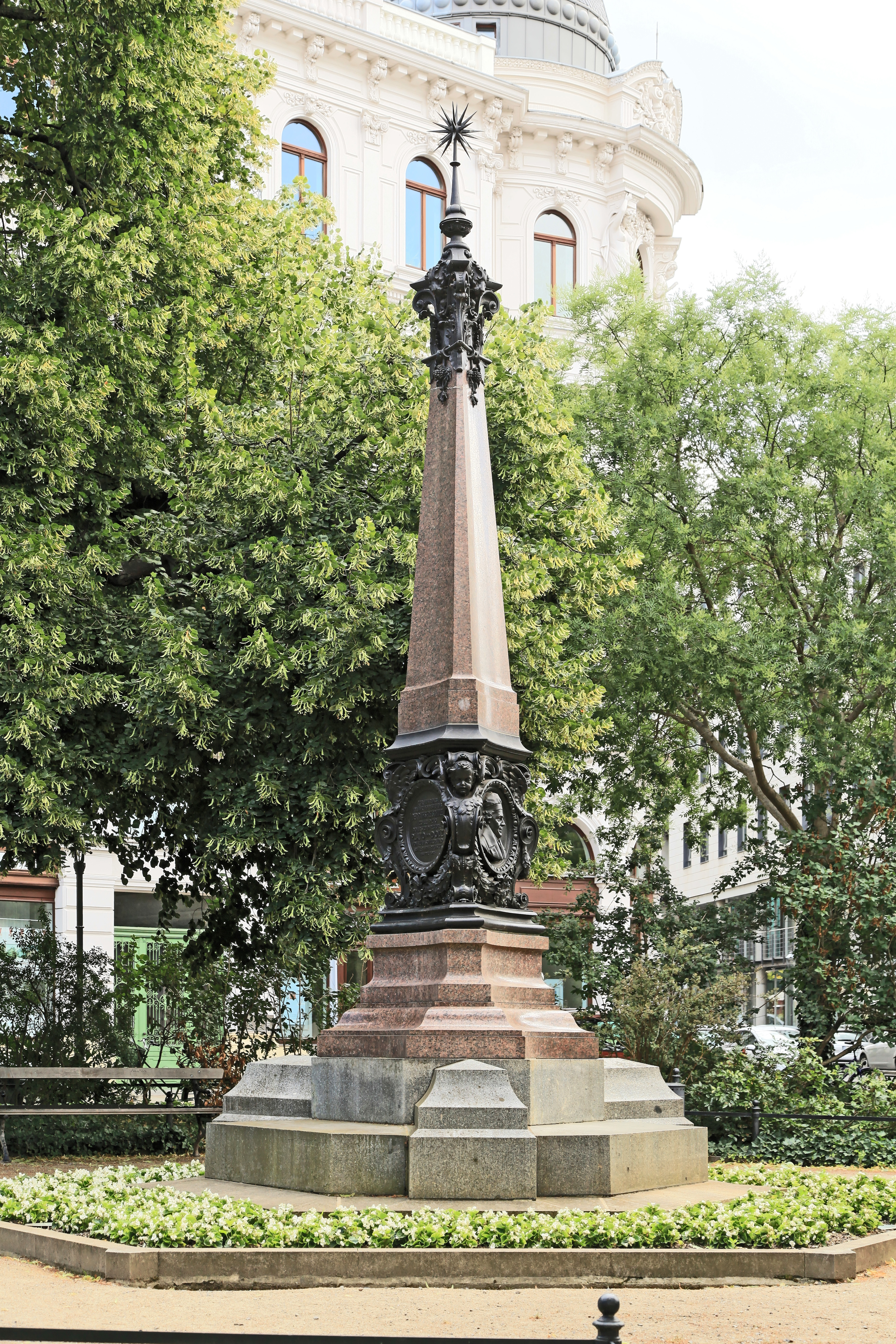
Plato-Dolz-Denkmal (2015)